# Rebirth of a Nation
Rebirth of a Nation è un album discografico del gruppo musicale hip hop statunitense Public Enemy, pubblicato nel 2006.

## Tracce
1. Raw Shit (feat. Paris and MC Ren) 4:16
2. Hard Rhymin' (feat. Paris and Sister Souljah) 4:41
3. Rise 4:08
4. Can't Hold Us Back (feat. Paris, Dead Prez and Kam) 5:07
5. Hard Truth Soldiers (feat. Paris, Dead Prez, The Conscious Daughters and MC Ren) 4:18
6. Hannibal Lecture (Paris solista) 3:50
7. Rebirth of a Nation (feat. Professor Griff) 3:27
8. Pump the Music, Pump the Sound 2:28
9. Make It Hardcore (feat. Paris) 5:16
10. They Call Me Flavor 3:09
11. Plastic Nation 3:03
12. Coinsequences (feat. Paris) 4:19
13. Invisible Man 4:29
14. Hell No We Ain't All Right! (Paris Remix) 4:31
15. Watch the Door 3:35
16. Field Nigga Boogie (feat. Paris and Immortal Technique) (XLR8R Remix) 5:10